# Worth (Illinois)
Worth es una villa ubicada en el condado de Cook en el estado estadounidense de Illinois. En el Censo de 2010 tenía una población de 10789 habitantes y una densidad poblacional de 1.748,81 personas por km².

## Geografía
Worth se encuentra ubicada en las coordenadas 41°41′14″N 87°47′33″O / 41.68722, -87.79250. Según la Oficina del Censo de los Estados Unidos, Worth tiene una superficie total de 6.17 km², de la cual 6.14 km² corresponden a tierra firme y (0.55%) 0.03 km² es agua.

## Demografía
Según el censo de 2010, había 10789 personas residiendo en Worth. La densidad de población era de 1.748,81 hab./km². De los 10789 habitantes, Worth estaba compuesto por el 90% blancos, el 2.59% eran afroamericanos, el 0.16% eran amerindios, el 1.9% eran asiáticos, el 0.01% eran isleños del Pacífico, el 3.44% eran de otras razas y el 1.91% pertenecían a dos o más razas. Del total de la población el 11.4% eran hispanos o latinos de cualquier raza.